# Россошанское муниципальное образование
Россошанское муниципальное образование — сельское поселение в Красноармейском районе Саратовской области Российской Федерации.
Административный центр — село Первомайское.

## История
Статус и границы сельского поселения установлены Законом Саратовской области от 27 декабря 2004 года № 110-ЗСО «О муниципальных образованиях, входящих в состав Красноармейского муниципального района».

## Население
| 2002  | 2010  | 2011  | 2012  | 2013  | 2014  | 2015  |
| ----- | ----- | ----- | ----- | ----- | ----- | ----- |
| 1445  | ↘1372 | ↗1374 | ↘1351 | ↘1341 | ↘1337 | →1337 |
| 2016  | 2017  | 2018  | 2019  | 2020  | 2021  |       |
| ↗1344 | ↘1320 | ↘1288 | ↘1244 | ↘1208 | ↗1226 |       |

## Состав сельского поселения
| № | Населённый пункт | Тип населённого пункта       | Население |
| - | ---------------- | ---------------------------- | --------- |
| 1 | Елшанка          | село                         | ↘257      |
| 2 | Луговое          | село                         | ↘164      |
| 3 | Первомайское     | село, административный центр | ↗951      |
| 4 | Россоша          | железнодорожная станция      | ↘0        |